# Айк: Обратный отсчёт
«Айк: Обра́тный отсчёт» (англ. «Ike: Countdown to D-Day») — американский художественный телефильм 2004 года о роли личности генерала армии (с 1944) Д. Эйзенхауэра в процессе подготовки высадки союзнических войск в Европе. Авторы фильма полагают, что события 6 июня 1944 года полностью изменили ход Второй мировой войны. Роль Эйзенхауэра (Айка) исполнил актёр Том Селлек.

## Содержание
Режиссёром Робертом Хармоном (англ. Robert Harmon) композиционно фильм выстроен таким образом, чтобы показать затяжное противоборство Эйзенхауэра с У. Черчиллем. По версии авторов фильма, в диалогах с Эйзенхауэром Черчилль открыто уклонялся от принятия решений по дате, месту и необходимости открытия второго фронта. Позиция Черчилля кардинальным образом изменилась после того, как на презентации проекта Эйзенхауэр понравился королеве Великобритании.
Сюжетное повествование осложняется тем, что некоторые генералы из ближайшего окружения Эйзенхауэра сомневаются в полководческих способностях Верховного главнокомандующего экспедиционными силами союзников в Европе. В фильме есть эпизод, когда американские офицеры прячут от Эйзенхауэра газеты с критическими статьями. Противоборствующий американцам британский фельдмаршал Б. Монтгомери показан участником комедийных сцен с королевой и заядлыми курильщиками Эйзенхауэром и Черчиллем. По ходу фильма Эйзенхауэр неоднократно оценивает немецкого генерала-фельдмаршала Эрвина Роммеля как единственно достойного противника в предстоящих боях. Фильм насыщен реминисценциями из более объективной, а местами самокритичной американской военной драмы «Мост слишком далеко» (англ. «A Bridge Too Far», 1977) с актёром Р. Редфордом.
По ходу фильма «Айк: обратный отсчёт» последовательно умаляется роль советских военачальников.

## Спорное
Более того, военная драма «Айк: Обратный отсчёт» содержит ряд мотивов, оскорбительных для Красной Армии. В частности, после штабного просмотра советской кинохроники Эйзенхауэр внимательно изучает живописное полотно, на котором изображена армия Наполеона, в русскую зиму отступающая из сожжённой и оставленной Москвы. В диалоге с адъютантом Эйзенхауэр выражает сомнение, имеет ли он право посылать американских солдат, которым в случае неудачи «придётся идти пешком по такой сложной пересечённой местности как тундра». Эйзенхауэр поясняет, что он смотрел не на Наполеона, сидящего на изнурённой лошади посреди заснеженной степи, «а на солдат французской армии». Далее заглавный герой фильма предаётся размышлениям о солдатской судьбе своего сына, окончившего Вест-Пойнт. Таким образом, в контексте данного художественного эпизода у неподготовленного зрителя может создаться ошибочное впечатление, что высадка D-Day была направлена против солдат сталинской России, а не для ведения боевых действий против Гитлера на европейском театре военных действий.